# باشگاه فوتبال بینه
باشگاه فوتبال بینه (به لاتین: Bine FK) یک تیم فوتبال در شهر باکو و در کشور جمهوری آذربایجان بود.